# Mas Bosc (Sant Miquel Sesperxes)
El Mas Bosc és una masia del terme municipal de Sant Martí de Centelles, a la comarca catalana d'Osona, en terres de l'antic poble de Sant Miquel Sesperxes.
Està situada a l'extrem sud del terme municipal, a la dreta del torrent del Mas Bosc, en el vessant sud-oest del Sant Miquel i al nord-oest de la Font del Mas Bosc. Es troba al sud-oest de Bellavista Nova.